# Adelaida Germanowna Pologowa
Adelaida Germanowna Pologowa (russisch Аделаида Германовна Пологова; * 2. November 1923 in Jekaterinburg; † 29. Januar 2008 in Moskau) war eine sowjetisch-russische Bildhauerin.

## Leben
Pologowa, Tochter des Bühnenmalers German Pologow (1900–1988), schloss das Studium an der Swerdlowsker Kunstschule 1948 ab. Anschließend trat sie in das Moskauer Institut für Angewandte und Dekorative Kunst ein zum weiteren Studium bei A. A. Stempkowski (1910–1978). 1952 wechselte sie zur Leningrader Muchina-Kunsthochschule (entstanden aus der St. Petersburger Zentral-Schule für Technisches Zeichnen des Barons Alexander von Stieglitz) und studierte bei Wladimir Iwanowitsch Derunow und Wladimir Iossifowitsch Ingal.
Pologowa schuf teilweise recht fantastische Skulpturen von Personen unter Verwendung von Keramik und anderen Materialien für die Aufstellung in Innenräumen mit genügend viel Freiraum zur Entfaltung ihrer Wirkung. Skulpturen für die Aufstellung im Freien zwischen Büschen und Bäumen, die sie als natürliche Skulpturen mit eigenen Freiräumen betrachtete, lehnte sie ab.
Ausstellungen mit Pologowas Werken gab es in Moskau, St. Petersburg, Warschau, Krakau, Zoppot, Berlin, Bonn, Prag, Pressburg, Madrid, Delhi, Kalkutta, Bombay, Peking und Schanghai.
2001 wurde Pologowa zum Vollmitglied der Russischen Akademie der Künste gewählt. Werke Pologowas befinden sich in der Tretjakow-Galerie, im Russischen Museum und in Sammlungen im In- und Ausland.

## Ehrungen, Preise
- Staatspreis der UdSSR (1989)
- Preis des Präsidenten der Russischen Föderation im Bereich Literatur und Kunst (1999)[6]
- Verdiente Künstlerin der Russischen Föderation (2002)[1]